# Camponotus merulus
Camponotus merulus é uma espécie de inseto do gênero Camponotus, pertencente à família Formicidae.